# Retzhofer Dramapreis
Der Retzhofer Dramapreis ist ein österreichischer Literaturpreis für den Dramatiker-Nachwuchs. Er wird seit 2003 in zweijährlichem Turnus vom Drama Forum Graz vergeben und ist (Stand 2019) mit 5000 Euro Preisgeld und seit 2015 mit einer Uraufführung am Wiener Burgtheater ausgestattet. 2021 wurde der Retzhofer Dramapreis erstmals auch für zwei Stücke in der Kategorie „für junges Publikum“ (powered by Energie Steiermark, jeweils 5000 Euro Preisgeld) verliehen. Mit diesen neuen Preisen möchte das DRAMA FORUM gemeinsam mit den Partnern vom TaO! – Theater am Ortweinplatz und dem Next Liberty Jugendtheater junge ebenso wie erfahrene Autoren dazu anregen bzw. dabei unterstützen, auch für ein junges Publikum qualitativ hochwertige Texte zu schreiben.

## Strukturen
Seiner Satzung nach versteht sich das hinter dem Dramapreis stehende Drama Forum (de jure uniT GmbH) als Arbeits- und Präsentationsplattform für junge Autoren. Dieser Literaturpreis ist daher keine zeitlich punktuelle Auszeichnung, sondern hat ein dreiviertel Jahr lang Workshop-Charakter. Aus den Bewerbungen werden von einer Fachjury circa zwölf Nominierte ausgewählt, die an allen Workshops auch tatsächlich teilzunehmen sich verpflichten.
Das Besondere am Grazer Konzept ist die kontinuierliche Verbindung von prozeduraler Stückentwicklung und Wettbewerb. Die Endauswahl-Teilnehmenden werden in der Arbeit an ihrem Stück von Experten für Drama und Film (Schauspieler, Regisseure, Dramaturgen und Autoren) unentgeltlich begleitet. Durch die Vielzahl der Kooperationspartner wird die Chance, an den Theaterhäusern wahrgenommen und aufgeführt zu werden, deutlich erhöht.
Eine weitere Besonderheit ist laut Angaben des Drama Forums, dass die fünfköpfige Endjury den Preisträger-Dramentext ohne Kenntnis der anonymisierten Autorennamen ermittelt.
Finanziert wird der Dramapreis über zweckgebundene Förderungen von der Stadt Graz, vom Bundesland Steiermark und vom Bundesministerium; das gilt indes nicht für die Realisierungen von Aufführungen.
Die feierliche Preisverleihung findet jeweils im Schloss Retzhof statt, das damit für den Dramapreis namensgebend wurde.

## Preisträger
- 2003: Gerhild Steinbuch für den Dramentext kopftot[6][7] und Johannes Schrettle für den Dramentext fliegen / gehen / schwimmen[8][9]

- 2005: Ewald Palmetshofer für den Dramentaext sauschneidn[10][11]

- 2007: Christian Winkler für den Dramentext Operation Kurczak and the Art of Camouflage[12][13]

- 2009: Henriette Dushe für den Dramentext Menschen bei der Arbeit[14][15]

- 2011: Susanna Mewe für den Dramentext Handgriffe der Evakuierung[16][17]

- 2013: Ferdinand Schmalz für den Dramentext am beispiel der butter[18]

- 2015: Miroslava Svolikova mit die hockenden und Özlem Özgül Dündar mit Jardin d’Istanbul[19]

- 2017: Liat Fassberg mit Etwas Kommt Mir Bekannt Vor[20]

- 2019: Thomas Perle für den Dramentext karpatenflecken[4]

- 2021: Kategorie „für Erwachsene“: Lisa Wentz mit Adern, Kategorie „für junges Publikum“: Johannes Hoffmann mit nachtschattengewächse und Till Wiebel mit Funken

- 2023: Kategorie „für Erwachsene“: Leonie Lorena Wyss[21] mit Wie von Mutterhand, Kategorie „für junges Publikum“: Lena Gorelik mit SagdochmalLuca und Marisa Wendt mit Emily weint doch nie[22]
- 2025: Kategorie „für Erwachsene“: lynn t. musiol mit LECKEN 3000, Kategorie „für junges Publikum“: Fabienne Dür mit Löwenschwester und Stefan Wipplinger mit Kri[23]

## Belege
1. 1 2  Kooperationspartner des Drama Forums: Burgtheater etc. dramaforum.at, abgerufen am 18. Juni 2019.
2. ↑  Allgemeine Geschäftsbedingungen Retzhofer Dramapreises (PDF), dramaforum.at, abgerufen am 18. Juni 2019.
3. ↑  „Kaderschmiede für Stückeschreiber“, Der Standard vom 3. November 2009, abgerufen am 18. Juni 2019.
4. 1 2  Retzhofer Dramapreis 2019 verliehen: „Große Anlage“, nachtkritik.de vom 16. Juni 2019, abgerufen am 18. Juni 2019.
5. ↑  "Der informelle Förderbereich wurde verdrängt", Interview mit Initiatorin Edith Draxl in Der Standard vom 2. Mai 2011, abgerufen am 18. Juni 2019.
6. ↑  Kurzbiografie von Gerhild Steinbuch dramaforum.at
7. ↑  Autorenprofil Gerhild Steinbuch, schauspielhausbochum.de, abgerufen am 19. Juni 2019.
8. ↑  Kurzbiografie von Johannes Schrettle dramaforum.at
9. ↑  Autorenprofil, beim Henschel Schauspiel Theaterverlag, abgerufen am 19. Juni 2019.
10. ↑  Kurzbiografie von Ewald Palmetshofer dramaforum.at
11. ↑  Autorenprofil Ewald Palmetshofer, fischer-theater.de, abgerufen am 19. Juni 2019.
12. ↑  Kurzbiografie von Christian Winkler dramaforum.at
13. ↑  Retzhofer Literaturpreis für Christian Winkler: "Hilfslosigkeit wurde zu einem Lebensgefühl", Webarchive vom 16. Juli 2014 -> Kleine Zeitung, 6. Mai 2007, abgerufen am 19. Juni 2019.
14. ↑  Kurzbiografie von Henriette Dushe dramaforum.at
15. ↑  Retzhofer Literaturpreis geht an Henriette Dushe, Webarchive vom 29. August 2014 -> Kleine Zeitung, 10. Mai 2009, abgerufen am 19. Juni 2019.
16. ↑  Kurzbiografie von Susanna Mewe dramaforum.at
17. ↑  Die reiche Ernte an erstklassigen Stück-Stoffen: Retzhofer Dramapreis geht an Susanna Mewe, Webarchive vom 16. Juli 2014 -> Kleine Zeitung vom 6. Mai 2011, abgerufen am 19. Juni 2019.
18. ↑  Bachmannpreis-Profil F. Schmalz, abgerufen am 19. Juni 2019.
19. ↑  Retzhofer Dramapreis an zwei Preisträgerinnen vergeben, Kleine Zeitung vom 8. Mai 2015, abgerufen am 19. Juni 2019.
20. ↑  Retzhofer Dramapreis 2017. www.nachtkritik.de, 11. Juni 2017, abgerufen am 13. Juni 2017.
21. ↑  Leonie Lorena Wyss
22. ↑  sd: Retzhofer Dramapreis 2023 an Leonie Lorena Wyss. 26. Juni 2023, abgerufen am 26. Juni 2023 (deutsch).
23. ↑  Christian Rakow: Retzhofer Dramapreis 2025 für Lynn T Musiol. 16. Juni 2025, abgerufen am 7. Juli 2025 (deutsch).